# Hunting Aircraft

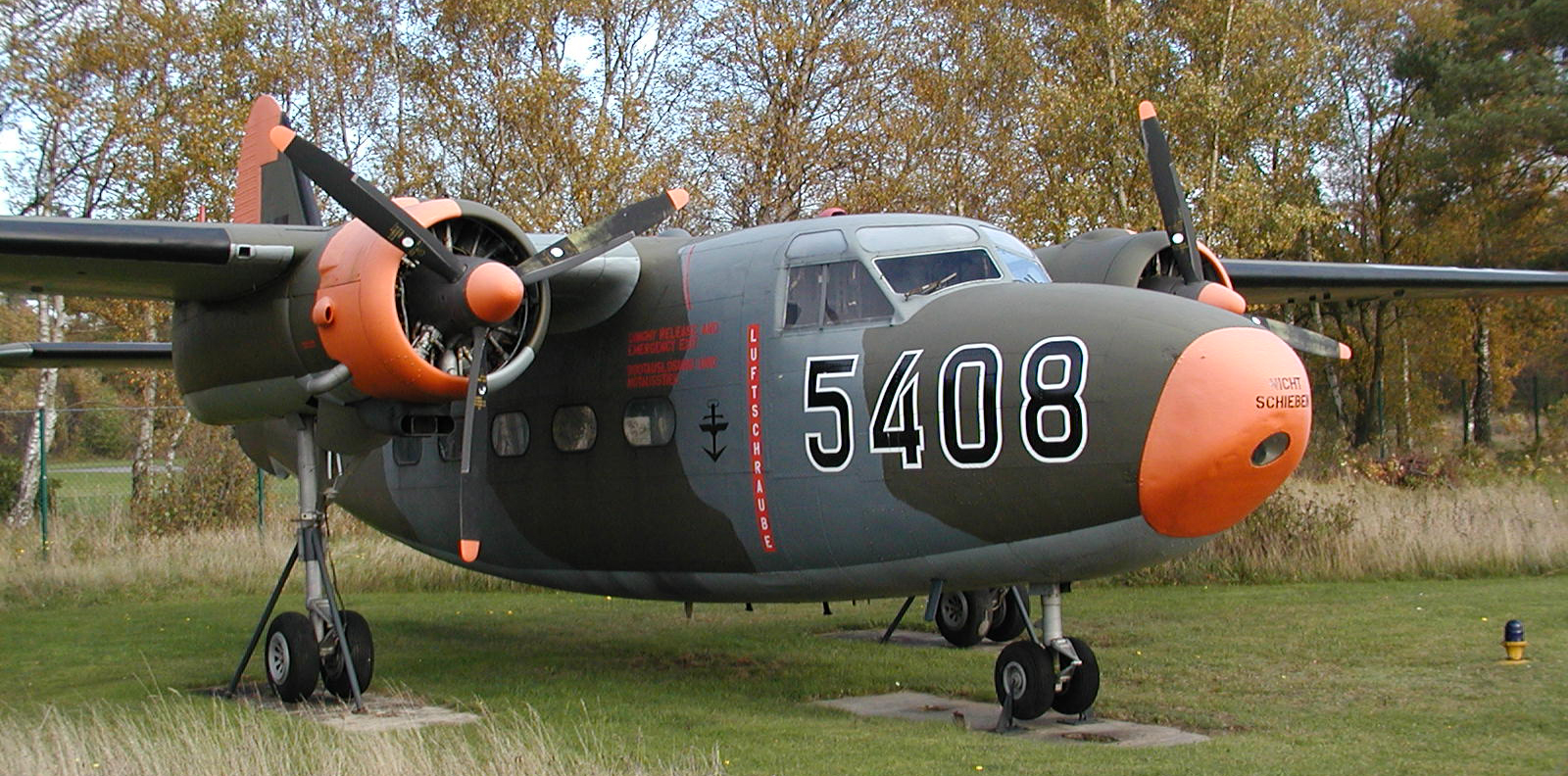
Eine Percival Pembroke aus den 1950er Jahren

Hunting Aircraft war ein britischer Flugzeughersteller, der 1933 von Edgar Wickner Percival als Percival Aircraft Co in Gravesend gegründet wurde und sich zunächst mit der Herstellung von leichten Schulflugzeugen der Gull-Serie beschäftigte.
Im Jahr 1936 zog die Unternehmung nach Luton und nannte sich Percival Aircraft Ltd. Im Jahr 1944 wurde die Firma Teil der Hunting Gruppe, nachdem Edgar Percival seine Anteile verkauft hatte. Im Jahr 1954 wurde erneut der Name in Hunting Percival Aircraft geändert, während der Gründer Edgar Wickner Percival sich mit der Edgar Percival Aircraft Ltd. erneut selbständig machte. Im Jahr 1957 nannte man sich schließlich Hunting Aircraft.
Im Jahr 1959 wurde man staatlicherseits gezwungen, mit Bristol Aeroplane Company, English Electric und Vickers-Armstrong die neu zu gründende British Aircraft Corporation (BAC) zu bilden, aus der heute die BAE Systems hervorgegangen ist. Im Jahr 1965 wurden die ehemaligen Percival-Werke aufgrund des Endes des BAC TSR.2-Programms geschlossen.

## Flugzeuge
- Percival Gull
- Percival Mew Gull
- Percival Vega Gull
- Percival Q.6 Petrel
- Percival Proctor
- Percival Merganser
- Percival Prentice
- Percival Prince
- Percival Pembroke
- Percival Provost
- Hunting H.126
- Hunting Percival Jet Provost
- BAC 1-11